# Джамиля (повесть)
«Джамиля» (кирг. Жамийла) — повесть киргизского писателя Чингиза Айтматова, изданная в 1958 году. Принесла ему мировое признание.

## Сюжет
Рассказчиком в произведении выступает художник Сеит, младший брат мужа главной героини, которую и зовут Джамиля. Действие повести происходит во время Великой Отечественной войны в киргизском аиле (ауле). Джамиля и 15-летний подросток Сеит живут в патриархальной семье. Муж Джамили Садык, как и другие взрослые мужчины аила, воюет на фронте. Получив ранение на войне, в аил возвращается Данияр. Рабочих рук в колхозе не хватает, и ему поручают помочь Джамиле с Сеитом в перевозке зерна. Сначала Джамиля подшучивает над угрюмым Данияром, но вскоре молодые люди влюбляются друг в друга.
Через некоторое время влюблённые вместе покидают аил. Сеит, случайно увидев их уход, осознаёт, что и сам любил Джамилю, и плачет, прощаясь с детством. Односельчане и вернувшийся с фронта Садык осуждают поведение Джамили, но Сеит принимает её выбор. Сам он вскоре тоже покидает родной аил, чтобы стать художником. В качестве дипломной работы Сеит рисует картину, на которой изображены Джамиля и Данияр. Упоминанием этой картины начинается и заканчивается повесть.

## Отзывы
Французский писатель Луи Арагон называл повесть «Джамиля» самой красивой в мире историей любви.
Осмонакун Ибраимов отмечает большое значение музыки как для повести, так и самого Айтматова. По его мнению, музыка — главный смыслообразующий элемент произведения.

## Переводы и адаптации
На русском языке «Джамиля» впервые опубликована в переводе А. Дмитриевой в 1958 году. Перевод на французский язык, сделанный Луи Арагоном, был издан год спустя. Повесть переведена на все основные языки мира, причём немецкий перевод входил в школьную программу ГДР.
В 1960 году композитор Михаил Раухвергер сочинил оперу «Джамиля».
Одноимённый кинофильм был снят в 1968 году Ириной Поплавской. Главные роли сыграли Наталья Аринбасарова и Суйменкул Чокморов. Вторая, немецко-киргизская экранизация вышла в 1994 году, режиссёр — Моника Тойбер.

## Признание

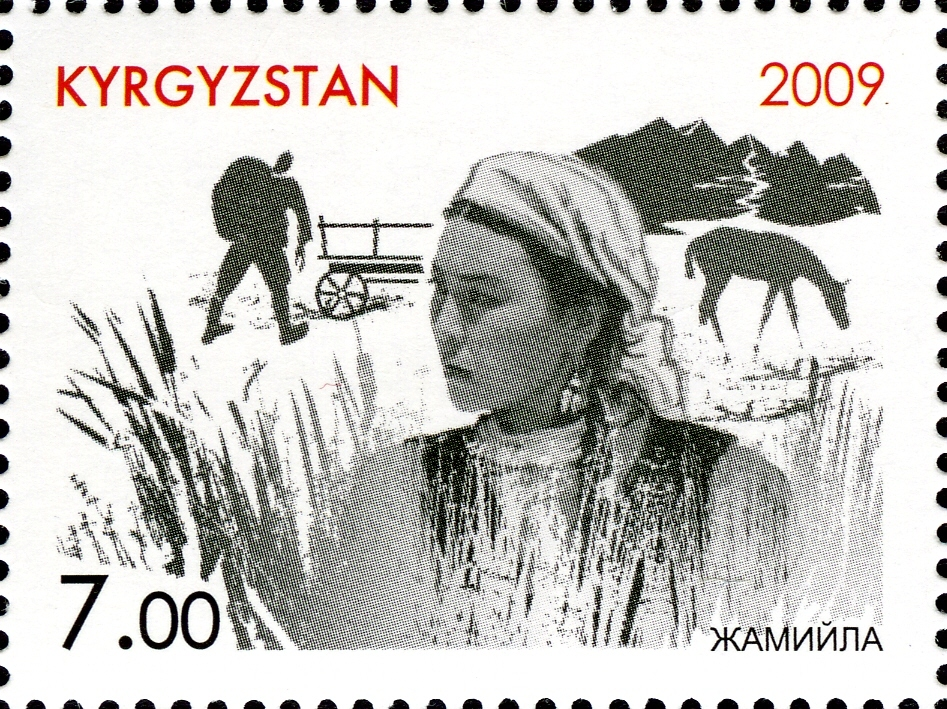
Памятная марка

В 1963 году Чингиз Айтматов получил Ленинскую премию за сборник «Повести степей и гор», в который вошла и «Джамиля».
В 2009 году были выпущены памятные монеты Киргизии, посвящённые Чингизу Айтматову и его произведениям, включая повесть «Джамиля». В 2009 году также был выпущен набор почтовых марок, посвящённых творчеству Чингиза Айтматова. Одна из марок иллюстрирует повесть «Джамиля».